# Roland Vincent
 (mai 2017).
Si vous disposez d'ouvrages ou d'articles de référence ou si vous connaissez des sites web de qualité traitant du thème abordé ici, merci de compléter l'article en donnant les références utiles à sa vérifiabilité et en les liant à la section « Notes et références ».
Pour les articles homonymes, voir Vincent.
Roland Vincent, né le 14 juin 1938 à Paris, est un pianiste, chef d'orchestre, compositeur, arrangeur musical français.

## Biographie
Il est connu, entre autres, pour ses compositions et arrangements effectués pour Michel Delpech durant les années 1960-1970 : Chez Laurette, Inventaire 66, Wight Is Wight, Pour un flirt, Les Divorcés, Quand j'étais chanteur ; D'amour ou d'amitié pour Céline Dion ; L'amour ça fait passer le temps pour Marcel Amont ; et plus de 600 autres chansons publiées pour Dalida, Hervé Vilard, Mireille Mathieu, Paul Anka,
Régine, Françoise Hardy, France Gall, Nicole Croisille, Carlos, Jacques Martin, Serge Reggiani, Sacha Distel, Gigliola Cinquetti, Dik Dik. Il composa également de nombreuses musiques pour le théâtre, la pub, et le cinéma.
Il est également compositeur de la comédie musicale Athon, dont les textes sont de Jean-Pierre Lang, et qui retrace symboliquement le passage de l'enfance au monde des adultes.

## Distinctions
- 1998 : SACEM « Prix Lucien et Jean Boyer »
- (14 juillet 2008) Chevalier de Ordre des Arts et des Lettres.
- Quincy Jones lui adressa lors de son séjour de cinq ans à Hollywood un bien joli compliment : « His works have gained international recognition for their beauty, lyrical scope and imagination. I'm sure that what ever he endeavours in the music industry, he will handle his field with unusual success. » - Quincy Jones - octobre 1981.

## Filmographie sélective

### Cinéma
- 1969 : Delphine d'Éric Le Hung
- 1972 : Le Rempart des Béguines de Guy Casaril
- 1972 : Le Soldat Laforêt de Guy Cavagnac
- 1972 : L'Étrangleur de Paul Vecchiali
- 1973 : Home Sweet Home de Liliane de Kermadec
- 1975 : F… comme Fairbanks de Maurice Dugowson
- 1975 : Change pas de main de Paul Vecchiali
- 1977 : La Machine de Paul Vecchiali
- 1978 : Maladie de Paul Vecchiali
- 1979 : Corps à cœur de Paul Vecchiali
- 1981 : Le Goûter de Josette de  Gérard Frot-Coutaz
- 1982 : En haut des marches de Paul Vecchiali
- 1981 : C'est la vie de Paul Vecchiali
- 1986 : Beau temps mais orageux en fin de journée de Gérard Frot-Coutaz
- 1986 : Je hais les acteurs de Gérard Krawczyk
- 1987 : L'Été en pente douce de Gérard Krawczyk
- 1989 : Le Café des Jules de  Paul Vecchiali
- 1990 : Après après-demain de Gérard Frot-Coutaz
- 1990 : Dédé de Jean-Louis Benoît
- 1994 : De sueur et de sang de Paul Vecchiali
- 1996 : Zone franche de  Paul Vecchiali
- 2004 : À vot' bon cœur de Paul Vecchiali
- 2022 : Pas... de quartier de Paul Vecchiali

### Télévision
- 1989 : Le Front dans les nuages téléfilm de Paul Vecchiali
- 1989 : En cas de bonheur Série télévisée de Paul Vecchiali
- 1990 : V comme vengeance (série télévisée) - épisode La Tendresse de l'araignée téléfilm de Paul Vecchiali
- 1991 : Imogène (série télévisée) - épisode Vous êtes folle, Imogène téléfilm  de Paul Vecchiali
- 1991 : L'Impure téléfilm de Paul Vecchiali
- 1992 : Le Lyonnais série télévisée - épisode : Sanguine téléfilm de Paul Vecchiali
- 1996 : Imogène (série télévisée) - épisode Imogène contre-espionne téléfilm  de Paul Vecchiali